# Pedro Manuel Arcaya
Pedro Manuel Arcaya (Coro, Edo. Falcón, 8 de janeiro de 1874 - †Caracas, 12 de agosto de 1958), advogado, jurista, sociólogo, historiador e político venezuelano. Junto a César Zumeta, José Gil Fortoul e Laureano Vallenilla Lanz, figura entre a elite civil ilustrada que rodeou Juan Vicente Gómez e justificou seu regime político. Seus pais foram Camilo Arcaya e Ignacia Madriz. Cursou o bacharelado no Colégio Federal de Primera Categoría de Coro entre 1885 e 1890, cursando nesta cidade a carreira de direito e validando posteriormente na Universidade Central da Venezuela seu título de doutor em ciências políticas (21.10.1895). Durante os anos compreendidos entre 1895 e 1909, exerceu sua profissão em Coro, chegando a ocupar a secretaria de governo do estado Falcón. Igual a muitos de seus contemporâneos, o positivismo europeu influenciou de maneira decisiva em seus estudos sobre história, sociologia, etnografia e lingüística da Venezuela. Suas análises do «imperialismo estadunidense», publicado em El Heraldo de Coro (junho de 1899), e seu estudo sobre Simón Bolívar, escrito nos fins de 1900, assentaram sua fama como pensador positivista.